# Народний музей історії баяна імені В. А. Барелюка
Наро́дний музе́й істо́рії бая́на і́мені В. А. Барелюка́ — музей, заснований 1983 року в Шахтарську (Донецька область, Україна).

## Історія
Музей створено 1983 року. 2000 року музей став народним і отримав назву на честь сліпого музиканта В. А. Барелюка. 2009 року музей виграв всеукраїнський конкурс на кращий громадський музей. Щороку його відвідують близько тисячі учнів музичних шкіл міста.

## Експозиція
Всього виставлено 3 тисячі експонатів. У музеї зберігається 86 баянів різних часів. Серед експонатів — патефон, на якому записано звучання гармоніки, концертна гармоніка XIX століття, губні гармоніки, тріскачки, сопілки. В експозиції музею представлено раритетні партитури, підручник з музики для баяна, фотографії педагогів, платівки.

## Екскурсія
Під час екскурсії екскурсовод грає на всіх видах баянів.